# ویلنباخ (دیلینگن)
ویلنباخ (دیلینگن) (به آلمانی: Villenbach) یک شهر در آلمان است که در بایرن واقع شده‌است.

## خصوصیات
ویلنباخ ۱۷٫۸۱ کیلومترمربع مساحت دارد ۴۳۷ متر بالاتر از سطح دریا واقع شده‌است.